# Нафта концесійна
Нафта концесійна (рос. нефть концессионная; англ. equity crude oil; нім. Konzessionserdöl n) – частина видобутої нафти, яка за контрактом належить підряднику-концесіонеру.